# Gröbenzell
Gröbenzell is een gemeente in de Duitse deelstaat Beieren, en maakt deel uit van het Landkreis Fürstenfeldbruck.
Gröbenzell telt 19.776 inwoners.

## Partnersteden
- Pilisvörösvár (Hongarije)
- Garches (Frankrijk)

## Foto's

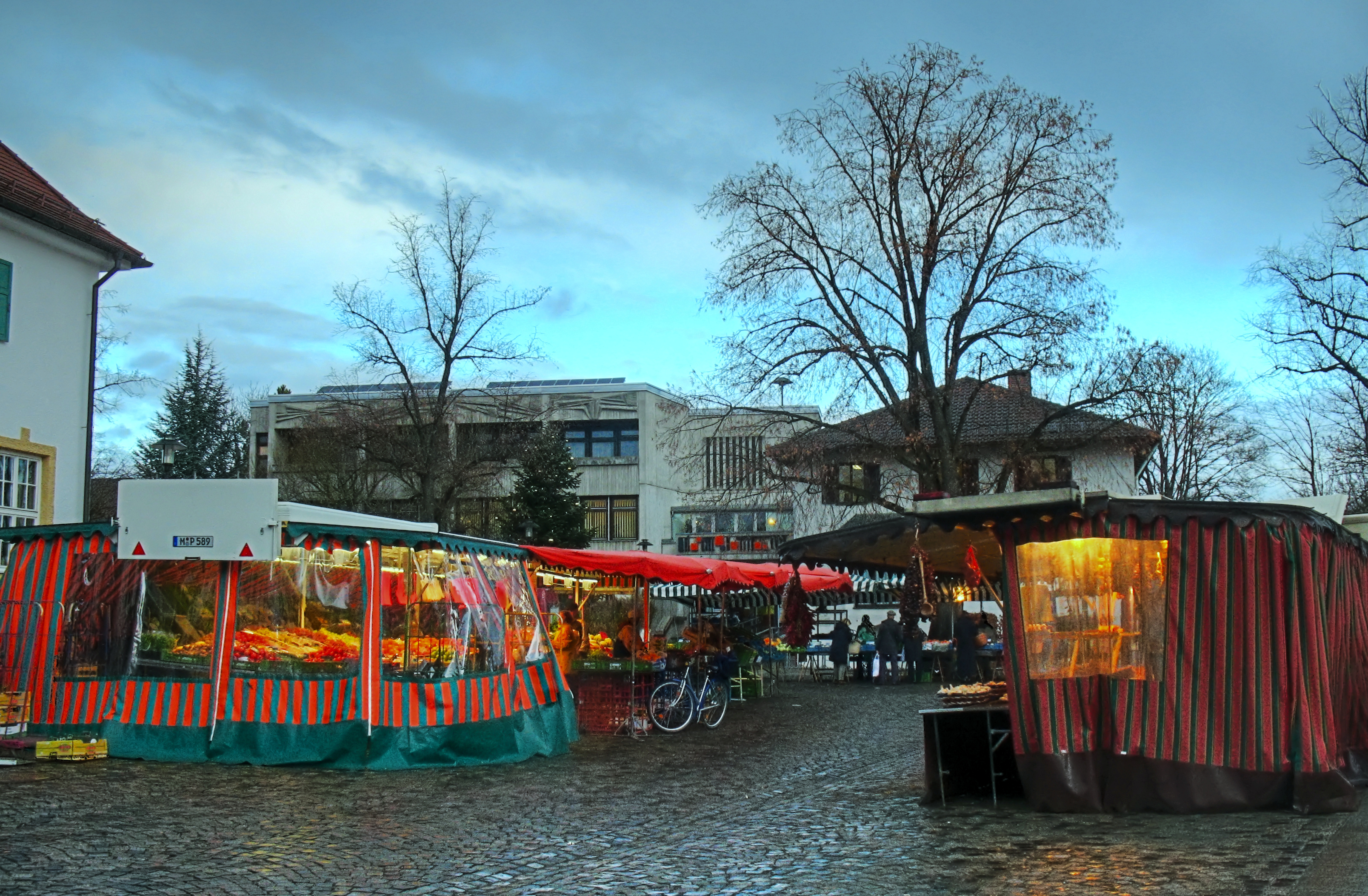
Weekmarkt
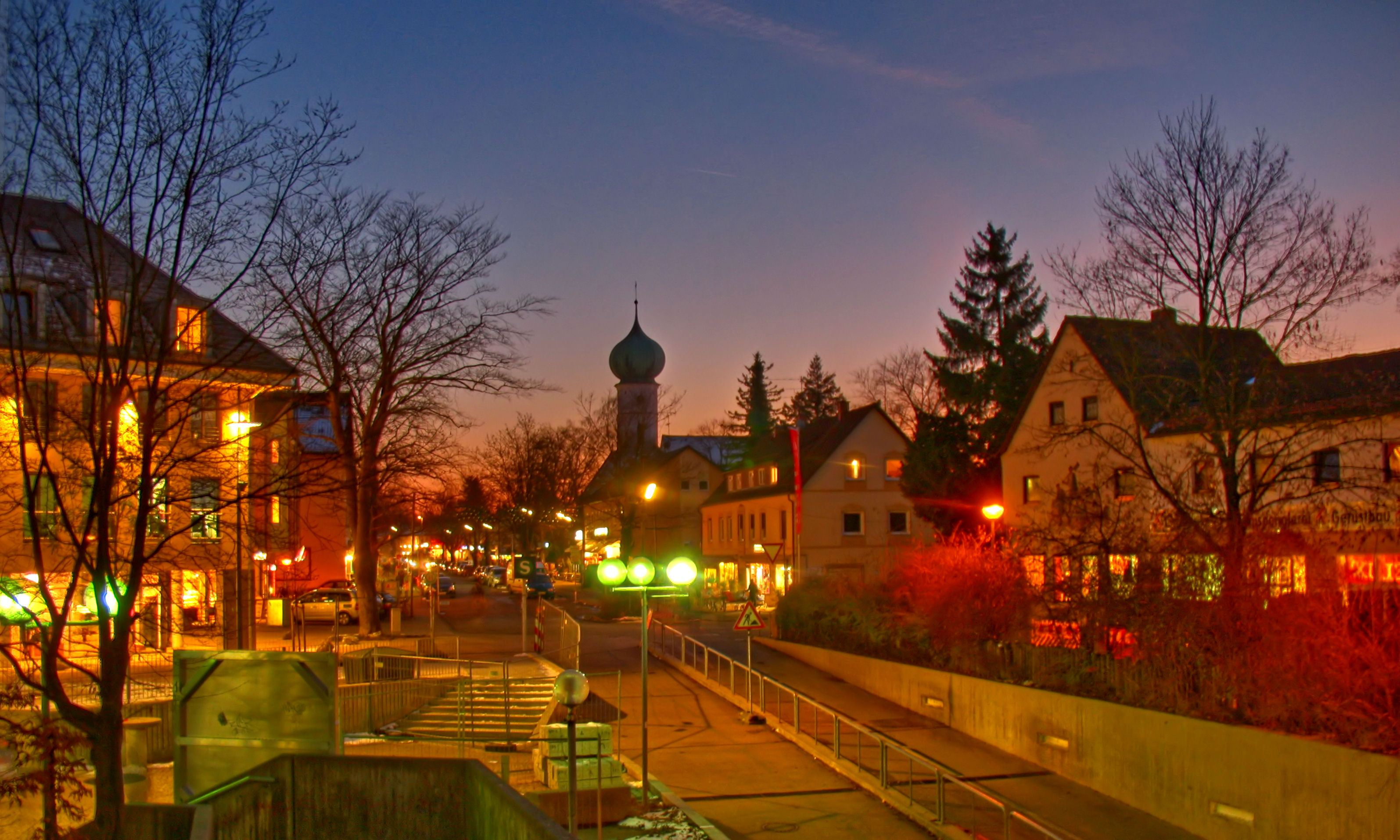
Gröbenzell bij nacht
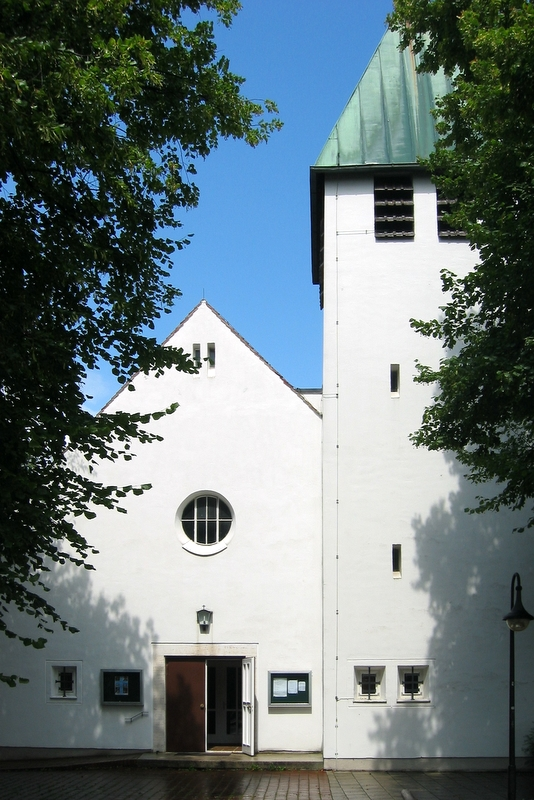
Zachäuskirche
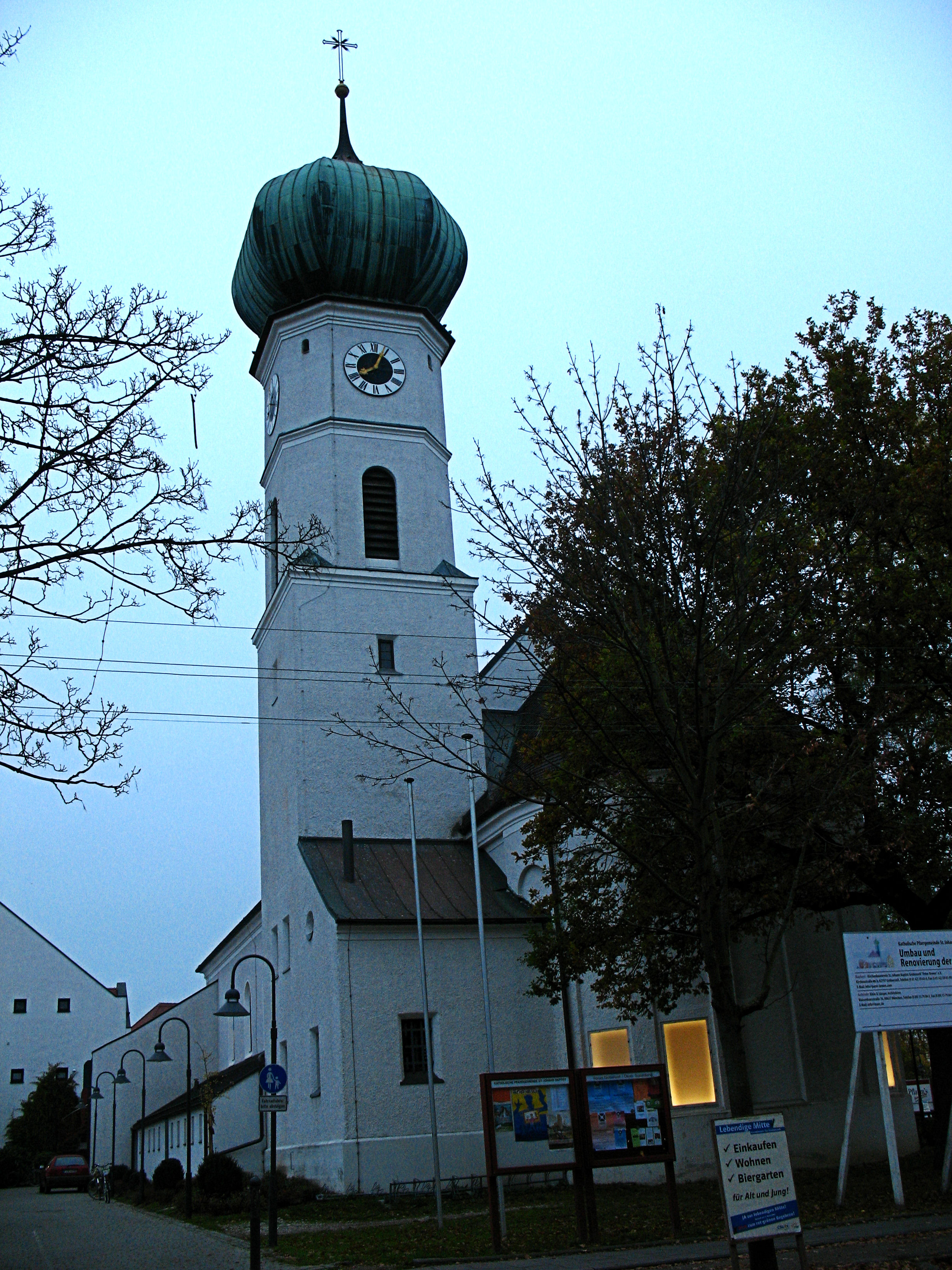
St. Johann Baptist

Adelshofen ·
Alling ·
Althegnenberg ·
Egenhofen ·
Eichenau ·
Emmering ·
Fürstenfeldbruck ·
Germering ·
Grafrath ·
Gröbenzell ·
Hattenhofen ·
Jesenwang ·
Kottgeisering ·
Landsberied ·
Maisach ·
Mammendorf ·
Mittelstetten ·
Moorenweis ·
Oberschweinbach ·
Olching ·
Puchheim ·
Schöngeising ·
Türkenfeld